# むぎ書房
むぎ書房（むぎしょぼう）は、日本の出版社。旧社名は、麦書房。

## 所在地
東京都世田谷区玉川1-3-19　アネックス小柳302

## 特色
主として国語教育、数学教育、理科教育、言語学・日本語教育、学習参考書、教育指導書、読書指導書等の書籍、雑誌を数多く出版している。
言語学・国語教育関係では、教育科学研究会・国語部会の機関誌『教育国語』や、言語教育の副読本『にっぽんご』シリーズ等、同研究会の刊行物や、言語学研究会の論文集『ことばの科学』シリーズ、鈴木重幸著『日本語文法・形態論』などのロングセラーを持つ。

## 現在の主な出版内容
- 雑誌『教育国語』
- 言語教育（体系的な日本語の文字・発音・文法・語彙の指導）のテキスト『にっぽんご』シリーズ,ISBN 4-8384-0038-1
- 言語学論文集『ことばの科学』シリーズ（2009年3月現在、12集を刊行。）,ISBN 978-4-8384-0131-4
- 読書指導書（子ども向け名作文学集）『雨の日文庫』1～6,阿部知二・石井桃子・宮原誠一・八杉竜一・国分一太郎・小田切秀雄・佐々木基一編,ISBN 4-8384-0045-4